# Zeil (Frankfurt am Main)
De Zeil  is de belangrijkste winkelstraat in de Duitse stad Frankfurt am Main.
De Zeil is sinds 1973 autovrij (de metro en de S-Bahn rijden onder de straat) en is de belangrijkste commerciële trekpleister van de stad. De Zeil is een van de meest bezochte winkelstraten en de winkelstraat met de hoogste omzet in Duitsland. Naast vele kleine winkeltjes hebben de meeste grote (kleding-)winkelketens zoals H&M, Mango, Zara, C&A, Galeria Kaufhof, Karstadt, Peek & Cloppenburg en HEMA er een vestiging.
De luxe-winkelstraat Goethestraße sluit aan de Hauptwache aan op de Zeil.
Onder de Zeil zijn de twee belangrijkste S-Bahn-stations. Op Hauptwache en Konstablerwache is er ook de mogelijkheid over te stappen op de U-Bahn.